# Albion (Carolina del Norte)
Albion es un área no incorporada ubicada del condado de Surry en el estado estadounidense de Carolina del Norte.